# دوری صربسکه
دوری صربسکه(Dveri Srpske) یک جنبش سیاسی راست صربستان است. معنی نام این جنبش دورهای صربی است (واژه صربی «دور» dver همریشه با واژه فارسی «در» است). این جنبش در سال ۱۹۹۹ تأسیس شد و اساساً مشغول موضوعات فرهنگ و هویت صربها بود. ولی وقتی جنبش پی برد که در صحنه سیاسی صربستان هیچ حزبی وجود ندارد که بتواند از منافع ملی صربستان دفاع کند دوری صربسکه تصمیم گرفت وارد صحنه سیاسی صربستان بشود.

## برنامه‌ها
برنامه سیاسی دوری صربسکه شامل رشد نرخ تولد در صربستان، کمک به خانواده‌های صربستان، حمایت از تولید ملی صربستان و اصلاح سیستم مالیاتی، به طوری که میزان مالیت بر درآمد حاصل از کار بسته به موقعیت جغرافیایی محل زندگی و میزان درآمد دارد. این جنبش نیز مشغول فعالیتهای خیریه است. مثلاً با کمک جنبش چند خانه برای خانواده‌های فقیر ساخته شده‌است. اعضای دوری صربسکه بیشتر مسیحی ارتدوکس هستند ولی به ادیان دیگر نیز احترام می‌کنند. به نظر دوری صربسکه همه ملتهای صربستان به سیاست حمایت از خانواده که دوری پیشنهاد کردند نیاز دارند. جنبش به چند خانواده‌های بوشنیاک مسلمان برای تعمیر کردن خانه‌هایشان کمک کرد.
یکی از رهبران دوری صربسکه ولادان گلیشیچ نامزد انتخاباتی ریاست جمهوری صربستان در سال ۲۰۱۲ بود.